# Linhagem fantasma

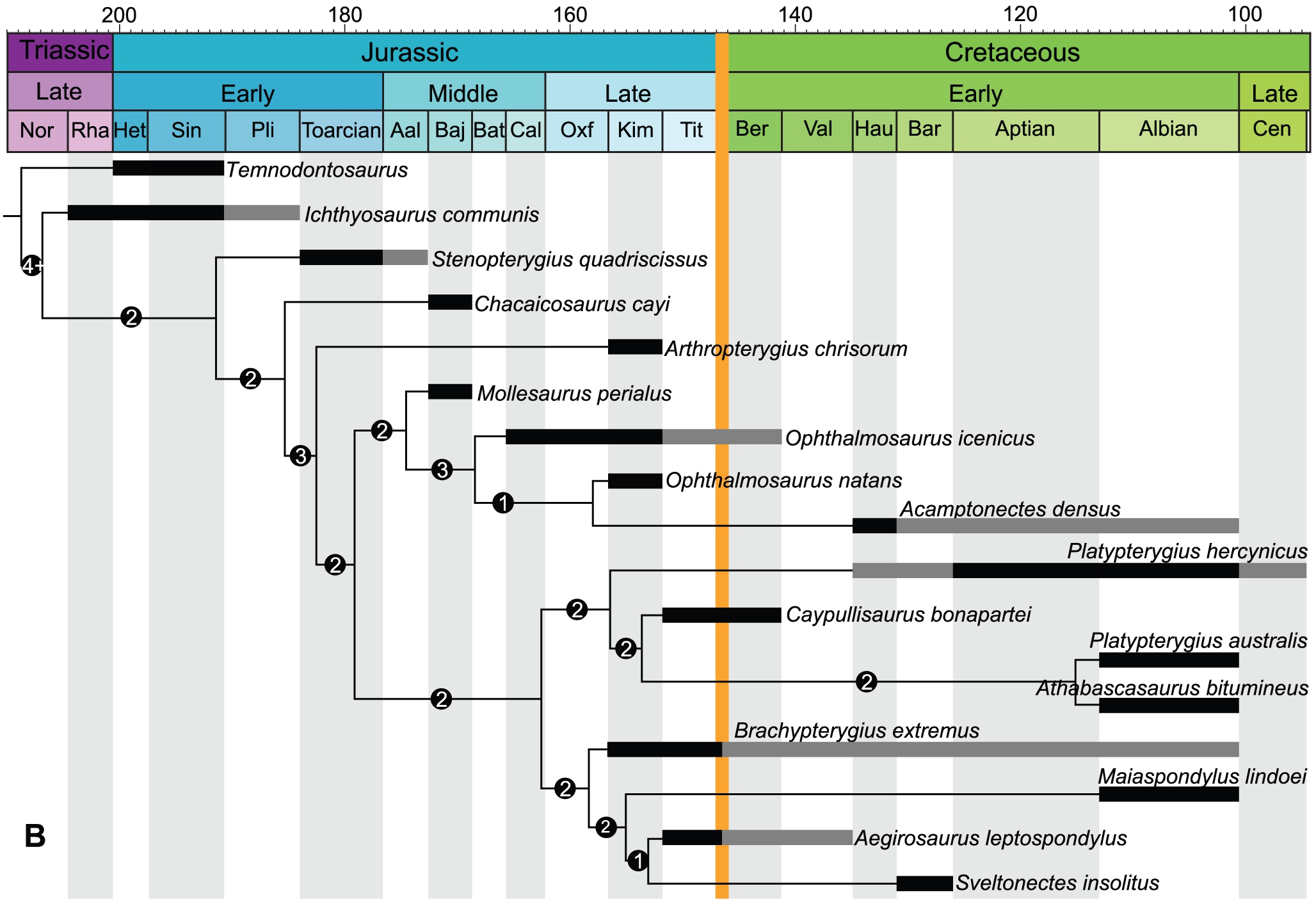
Filogenia dos ictiossauros. Linhas horizontais grossas significam a existência de um registro fóssil para a respectiva época e táxons. As linhas finas representam linhagens fantasmas.

Uma linhagem fantasma é um ancestral hipotético em uma linhagem de uma espécie que não deixou evidências fósseis, mas que ainda pode ser inferido como existente devido a lacunas no registro fóssil ou evidências genômicas. O processo de determinação de uma linhagem fantasma baseia-se em evidências fossilizadas antes e depois da existência hipotética da linhagem e na extrapolação de relações entre organismos com base na análise filogenética. As linhagens fantasmas pressupõem uma diversidade não observada no registro fóssil e servem como previsões para o que o registro fóssil poderia eventualmente revelar; essas hipóteses podem ser testadas por meio da descoberta de novos fósseis ou da execução de análises filogenéticas.
As linhagens fantasmas e os táxons de Lazarus são conceitos relacionados, pois ambos se originam de lacunas no registro fóssil. Uma linhagem fantasma é qualquer lacuna no registro fóssil de um táxon, com ou sem reaparecimento, enquanto um táxon Lazarus é um tipo de linhagem fantasma em que se acredita que uma espécie tenha sido extinta devido à ausência dela no registro fóssil, mas reaparece após um período de tempo. Exemplos de táxons de Lázaro incluem os famosos celacantos, bem como o morcego Dobsonia chapmani das Filipinas.

## Nome
Em 1992, um artigo afirmava: “Essas entidades adicionais são táxons [grupos] cuja ocorrência é prevista pela estrutura de ramificação interna das árvores filogenéticas... Eu me refiro a elas como linhagens fantasmas porque são invisíveis para o registro fóssil." As árvores filogenéticas construídas com base em registros fósseis e na teoria da evolução de Darwin geralmente indicam que espécies com fenótipos semelhantes existiram, embora seus fósseis não tenham sido descobertos.
É importante observar que linhagens fantasmas e táxons fantasmas não são a mesma coisa. Uma linhagem fantasma é uma conexão direta entre o descendente e o ancestral, enquanto um táxon fantasma envolve muitos descendentes divididos.

## Exemplos

Uma seleção de lacunas no registro fóssil de animais com partes duras do corpo. Outros exemplos notáveis são Chronoperates e Protanguilla.

Ao analisar os organismos extintos, alguns grupos de organismos (ou linhagens) apresentam lacunas em seus registros fósseis. Esses organismos ou espécies podem estar intimamente relacionados uns aos outros, mas não há vestígios nos registros fósseis ou nos leitos de sedimentos que possam esclarecer suas origens. Os biólogos podem inferir a existência de linhagens fantasmas examinando as unidades estratigráficas sequenciais no registro fóssil. Os fósseis podem então ser mapeados em cladogramas e gráficos de distribuição para avaliar quais linhagens estão faltando no registro fóssil.
Um exemplo clássico é o celacanto, um tipo de peixe relacionado aos peixes pulmonados e aos tetrápodes primitivos. Os celacantos existem há 80 milhões de anos, mas não deixaram nenhum fóssil. A razão para isso é seu ambiente, que é de águas profundas perto de ilhas vulcânicas; portanto, é difícil acessar esses sedimentos, o que resulta em uma lacuna de 80 milhões de anos ou em uma linhagem fantasma para esses celacantos. Outra linhagem fantasma foi a dos terópodes averostranos, uma linhagem que agora é consideravelmente reduzida devido à descoberta do Tachiraptor.

## Duração e diversificação
A duração entre fósseis distintos pode ser medida e usada para obter informações sobre a história evolutiva de uma espécie. Um estudo realizado em 1998 mostrou que existe uma correlação entre a diversificação de uma espécie e a duração de sua linhagem fantasma; ou seja, uma linhagem fantasma mais curta implica maior diversificação de espécies.

## Evidências genéticas
Evidências genéticas revelaram populações fantasmas em muitas espécies, incluindo bonobos e chimpanzés modernos, sapos alopoliploides, lagostins partenogenéticos poliploides, várias plantas e seres humanos. Um estudo que comparou os genomas de 69 bonobos e chimpanzés modernos encontrou entre 0,9% e 4,2% de fluxo gênico de bonobos antigos e uma linhagem arcaica de grandes símios para os bonobos modernos, permitindo que os pesquisadores reconstruíssem 4,8% do genoma dessa população fantasma. Além disso, os modelos anteriores de ancestralidade europeia sugeriam que as populações europeias descendiam de duas populações antigas, mas as evidências genéticas agora sugerem que uma terceira população fantasma, os antigos euroasiáticos do norte, também contribuiu para a ancestralidade europeia.